# 5217 Chaozhou
5217 Chaozhou este un asteroid din centura principală, descoperit pe 13 februarie 1966, de Observatorul Zijinshan.